# Mammillaria petrophila
Mammillaria petrophila es una especie perteneciente a la familia Cactaceae. Es endémica de Baja California Sur en México. Su hábitat natural son los áridos desiertos.  

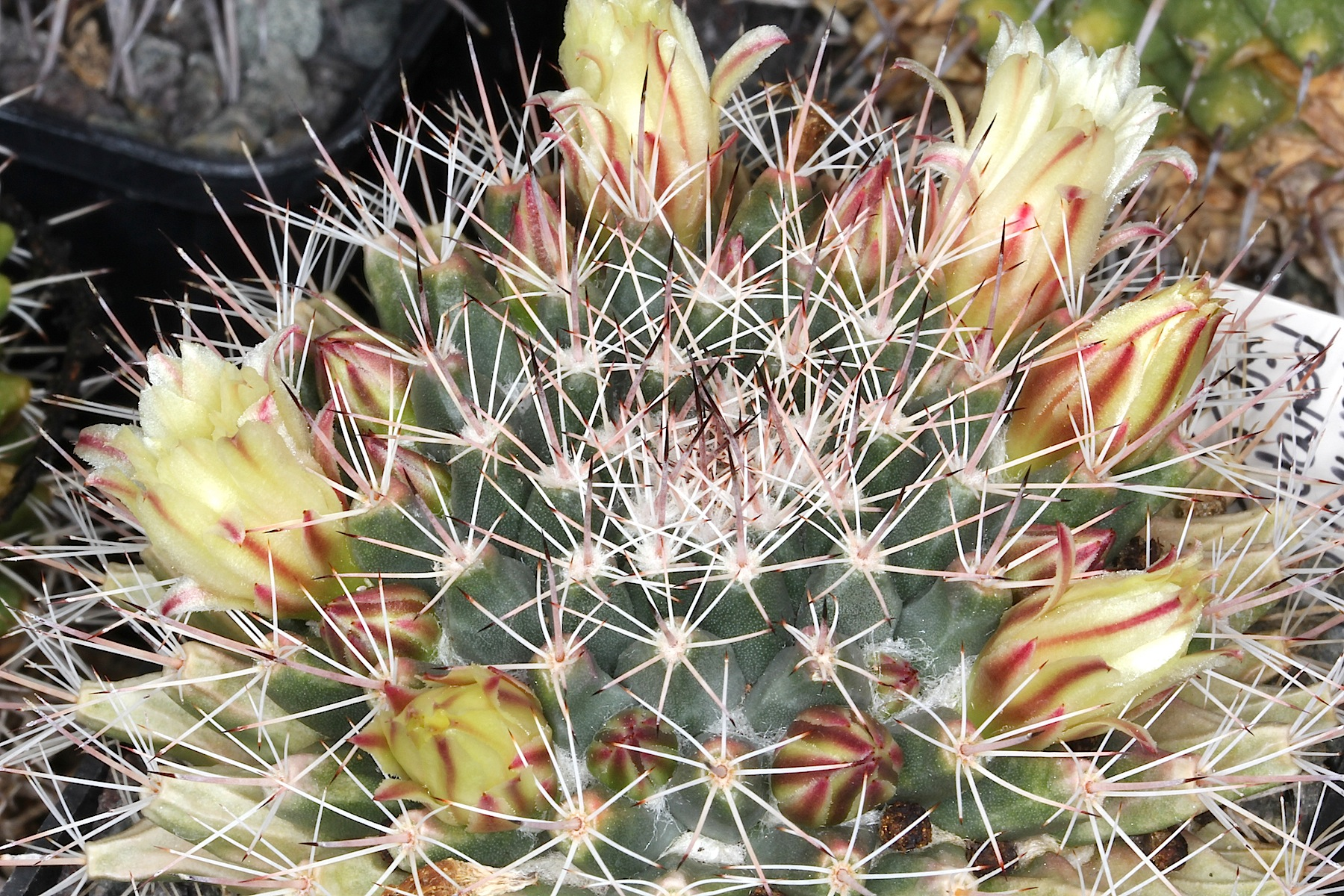
Vista de la planta

## Descripción
Mammillaria petrophila crece primero individualmente, después forman una aglutinación irregular. El tallo es globular deprimido a corto cilíndrico, de color grisáceo-verde, alcanzando hasta 15 centímetros de altura con un diámetro casi igual. Las cortas costillas se forman y crecen de forma cónica. Producen abundante savia lechosa. Las axilas están ocupadas por lana densa. Tiene hasta 7 espinas centrales de color marrón oscuro que son largas y alcanzan hasta 2 centímetros. Los 8 a 10 espinas radiales son delgadas, rígidas, como agujas y de color marrón con la punta oscura. Miden de 1 a 1,5 centímetros de largo. Las flores son brillantes de color amarillo verdoso y tienen una franja oscura en el centro. A veces se observaron flores amarillas o pálidas amarillas. Son de hasta 2 centímetros de diámetro en el tamaño y de la misma longitud. Los frutos son de color rojo y marrón conteniendo las semillas .

## Taxonomía
Mammillaria petrophila fue descrita por K.Brandegee y publicado en Zoë 5: 193. 1904.
Etimología
Mammillaria: nombre genérico que fue descrita por vez primera por Carolus Linnaeus como Cactus mammillaris en 1753, nombre derivado del latín mammilla = tubérculo, en alusión a los tubérculos que son una de las características del género.
petrophila: epíteto latíno que significa "que viven en las rocas"
Variedades aceptadas
- Mammillaria petrophila subsp. arida (Rose ex Quehl) D.R. Hunt
- Mammillaria petrophila subsp. baxteriana (H.E. Gates) D.R. Hunt

Sinonimia
- Mammillaria arida
- Neomammillaria marshalliana
- Mammillaria marshalliana
- Neomammillaria baxteriana
- Mammillaria baxteriana
- Neomammillaria pacifica
- Mammillaria pacifica
- Mammillaria gatesii